# Vanessa (film)
Vanessa è un film del 1977 diretto da Hubert Frank, con protagonista Olivia Pascal.

## Trama
Vanessa, una ragazza tedesca educata in un collegio cattolico, si reca a Hong Kong per riscuotere l'eredità di uno zio, scoprendo che questi ha fatto fortuna gestendo i bordelli di lusso della città. Nel nuovo ambiente, ospitata dal console, Vanessa viene coinvolta in pratiche di stregoneria e in avventure erotiche, sebbene rifiuti le avance di tutti gli uomini, accettando di avere una prima vera esperienza sessuale solo con Jackie, la nipote del console, con la quale è diventata amica. Dopo aver ricevuto molestie e attenzioni da svariati uomini, compreso il principe stregone Bandor che le fa avere con lui un rapporto sessuale in sogno, rimane disgustata dai costumi del luogo e decide di tornare in Europa con la speranza che lì troverà un vero amore.